# シロヘリカメムシ
シロヘリカメムシ Aenaria lewisi (Scott, 1874) はカメムシ科の昆虫の1つ。前翅の側面に白い帯状斑紋がある。

## 特徴
体長14mm程度の昆虫。全体に緑色を帯びた灰褐色で、体はやや扁平で、外形としては前胸より後方に向かって次第に狭まる。頭部は比較的大きくて前方に突き出している。触角は5節からなり、第1節と第2節の多くの部分は淡褐色で、それ以外は黒褐色となっている。単眼は紅色。前胸背は扁平で両側面は暗褐色に色づく。前胸背は大きく、先端は細くなっている。前翅は長く、その先端は腹部の後端を越える。その前半の革質部の前の縁、腹部の側面に重なる部分には明らかな黄白色の帯状の斑紋がある。その先端側の膜質部は褐色で、脈は色が濃い。腹面は淡黄褐色で、その側面側には細かな黒い点刻が密生し、腹部の中央には黒い縦筋模様、あるいは時に黒い斑紋が縦に並んだものがある。歩脚は灰褐色になっている。

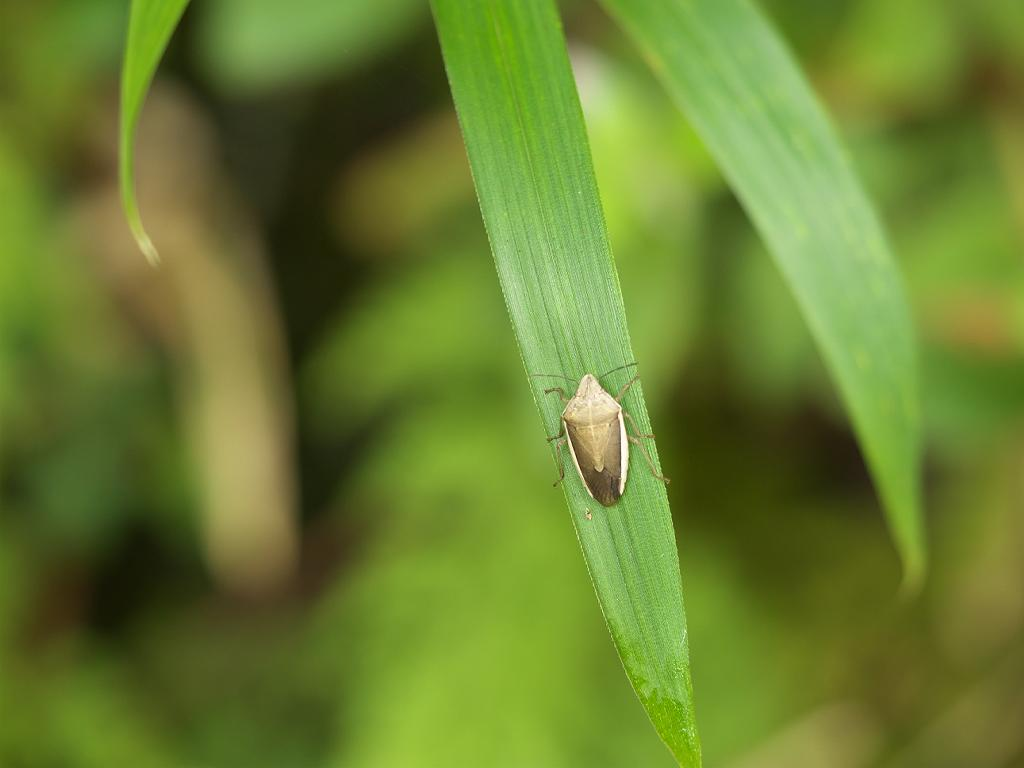
食草の葉に止まっている様子

## 分布
日本では北海道、本州、四国、九州に分布し、国外では台湾、朝鮮半島、中国、インドから知られる。

## 習性など
ネザサ、ミヤマザサ、メダケなどのササ類に寄生する。希にイネ科の作物にもつくというが重視はされていないようである。

## 類似種など
シロヘリカメムシ属は本種をタイプ種としており、イネカメムシ属 Niphe によく似ているが、頭部がほぼ三角形でその側面が直線状であること、頭部の先端が3つに分かれており、その両側の部分(側葉)が中央の突起(中葉)より前に伸びて中葉の前で互いに接することなどで区別される。
本属には日本に本種しかいないが、イネカメムシ属にはイネの害虫として知られるイネカメムシ N. elongata があり、一見ではよく似ているが、上記のような違いによって見分けられる。